# 5368 Вітальяно
5368 Вітальяно (5368 Vitagliano) — астероїд головного поясу, відкритий 21 вересня 1984 року.
Тіссеранів параметр щодо Юпітера — 3,041.